# María Gómez González
María Purificación Gómez González, conocida como Maruja Gómez (Belmez, 6 de febrero de 1905-Lugo, 23 de febrero de 1986) fue una política española de Izquierda Republicana represaliada. Fue la única alcaldesa en Galicia en 1936.

## Trayectoria
Nació en Bélmez, en la provincia de Córdoba, ya que su padre era ingeniero ferroviario y residía allí con su familia. Después todos se trasladaron a Vigo. María Gómez colaboró en el Faro de Vigo. Se casó en Vigo con José Ares Sánchez en 1926, un maestro nacional que estaba destinado en la escuela parroquial de Parada de Achas, en La Cañiza. Se afilió a Izquierda Republicana el mismo año de su fundación por Manuel Azaña, 1934. Dos años después se presentó a las elecciones municipales por Izquierda Republicana, y, en la votación del 14 de marzo, Gómez se convirtió en la primera alcaldesa de Cañiza y la única alcaldesa en Galicia en 1936.

### Golpe de Estado de 1936
A las 10 horas del 21 de julio de 1936, las fuerzas de la Compañía de Asalto de Pontevedra entraron en La Cañiza y se hicieron con el ayuntamiento sin encontrar resistencia. Se apoderaron de las armas que allí se encontraban y armaron a los simpatizantes de la rebelión militar. La alcaldesa fue detenida y trasladada a la prisión de Ribadavia. El 10 de octubre se celebró en Vigo un consejo de guerra contra ella, y fue condenada por rebelión militar a la pena de muerte, junto con los socialistas Jesús Eugenio Pérez Pérez y Antonio Mojón Vázquez, maestros nacionales, Tirso Gómez Freijido, hojalatero, y Justo Moure Giráldez, propietario del bar O Paraíso y concejal. La sentencia recibió el voto particular del presidente del consejo que no encontró gravedad en los hechos demostrados y optó por la prisión perpetua. El 11 de octubre María afirmó que estaba embarazada y, tras ser reconocida, el alférez médico Manuel Rodríguez-Grandjean afirmó que era posible que estuviera de dos meses. Sus compañeros fueron ejecutados.
Su marido se encontraba preso en la prisión de la isla de San Simón. El 2 de noviembre Gómez escribió a Francisco Franco pidiéndole clemencia. El 13 de diciembre le conmutaron la pena de muerte por cadena perpetua, y poco después fue trasladada a la Prisión Central de Saturrarán en Motrico, Guipúzcoa. Allí trabó amistad con Urania Mella.

### Posguerra
En junio de 1943, María fue puesta en libertad, tras ser conmutada la cadena perpetua por la pena de doce años y un día. Tras su paso por Ribadavia se dirigió a la ciudad de Lugo, donde se instaló con sus cuatro hijos. Con la salida de la cadena de Urania Mella en 1945, se fue a vivir con ella en compañía de su hijo Raúl. Aprobó los exámenes de enfermera, tras lograr cancelar sus antecedentes penales. Trabajó como enfermera hasta su jubilación en 1977, y recibió diversas condecoraciones del Ministerio de Sanidad. Participó en una serie de programas de radio como guionista, bajo el sobrenombre de Maruja de Córdoba, y falleció a los 81 años.